# Lincoyan
Lincoyan (fl. XVI secolo) fu il toqui Mapuche che succedette ad Ainavillo dopo la sconfitta subita nella battaglia di Penco.

## Biografia
Cercò di fermare l'avanzata di Pedro de Valdivia creando nuove fortezze e città nelle loro terre tra il 1551 ed il 1553, all'inizio della guerra di Arauco, ma senza successo. Nel 1553 fu sostituito da Caupolicán. 